# ياباني أصلي (فلم)
ياباني أصلي، هو فيلم كوميدي-مصري، من إخراج محمود كريم وتأليف لؤي السيد، ومن بطولة أحمد عيد وهشام إسماعيل وندى موسى وتساكي تسوكوموتو وإيمان السيد ومحمد ثروت. صدر الفيلم بتاريخ 18 يناير 2017 في مصر، وحقق إيرادات قدرها 1,268,265 جنيه مصري (حتى 1 فبراير 2017).

يعد أول فيلم للمثل أحمد عيد بعد غياب 5 سنوات عن السينما منذ فيلم «حظ سعيد» عام 2012، كما يعد الفيلم التجربة الثانية لشركة «الجذور» للإنتاج الفني بعد أول عمل لها في فيلم «فص وملح وداخ».

## ملخص القصة
(محرم) شاب مصري يقع في حب فتاة يابانية تعمل في السفارة اليابانية بالقاهرة، وتبادله الحب، ويقررا الزواج، وتعيش معه في شقة بإحدى المناطق العشوائية، وتنجب منه طفلين توأم، وتعود بالأبناء إلى اليابان مجددًا، ويحاول (محرم) البحث عن أبنائه لكي يعود بهم إلى مصر.

## طاقم العمل
- أحمد عيد
- هشام إسماعيل
- ندى موسى
- عبدالرحيم حسن
- إيمان السيد
- ساكي تسوكاموتو
- محمد ثروت
- محمد عبدالمعطي

## الحملة الدعائية

### الملصق الدعائي
في 21 ديسمبر 2016 طرحت الشركة المنتجة الملصق الدعائي الأول للفيلم حيث تصدّر الممثل أحمد عيد، الملصق برفقة الطفليين اليابانيين المُفترض أن يؤديا دور نجليه في العمل. وبتاريخ 7 يناير 2017 طرحت الشركة المنتجة الملصق الرسمي للفيلم حمل الملصق الذي تم نشره عبر صفحة الفيلم الرسمية بموقع «فيسبوك»، لافتة تُشير إلى أن التصنيف العمري يندرج تحت فئة «جمهور عام»، وقد تصدر الملصق بطل الفيلم أحمد عيد إلى جانب طفلين وممثلة يابانيين.

### الفيديو الدعائي
قامت الشركة المنتجة بطرح الفيديو الدعائي الأول للفيلم بتاريخ 3 يناير 2017. وبتاريخ 9 يناير 2017 طرحت الشركة المنتجة الفيديو الدعائي الرسمي للفيلم.

### أغنية الفيلم
في 11 يناير 2016 طرحت شركة «الجذور» للإنتاج الفني المُنتجة للفيلم أغنية «عايش على ورق» للمُطرب الشعبي حمزة الصغير. الأغنية من كلمات محمد البوغة، وألحان أشرف البرنس، والأغنية تم توظيفها دراميًا من خلال فرح شعبي ضمن أحداث الفيلم.

## الصدور
صدر الفيلم في يوم الإربعاء الموافق 18 يناير من عام 2017، في عرض خاص أقامته شركة «جذور» للإنتاج الفني في «داندي مول» حضره صُناع الفيلم.

## هوامش
- قام السفير الياباني بالقاهرة تاكيهيرو كاجاوا، بمشاهدة فيلم «ياباني أصلي»، مع مجموعة من أعضاء السفارة، في سينما «فاميلي المعادي». كما أمر المستشار الإعلامي للسفارة اليابانية بتقديم كافة التسهيلات للشركة المُنتجة، حتى يتم عرض الفيلم للشعب الياباني بعد ترجمته للغة اليابانية.[15][16][17][18]

## روابط خارجية
- مقالات تستعمل روابط فنية بلا صلة مع ويكي بيانات